# Echinotheristus cimbricus
Echinotheristus cimbricus är en rundmaskart som beskrevs av Thun och Bo Riemann 1967. Echinotheristus cimbricus ingår i släktet Echinotheristus och familjen Monhysteridae. Inga underarter finns listade i Catalogue of Life.